# Старая Ива
Ста́рая И́ва (в оригинале в мужском роде, англ. Old Man Willow — «Старик Ива») — злой дух в форме большого дерева (ивы), произрастающей в Старом лесу из романа Дж. Р. Р. Толкина «Властелин колец». Первый враждебный персонаж, которого хоббиты встретили после того, как покинули пределы Шира.

Old Man Willow, оригинальный рисунок Толкина

Толкин нарисовал Старую Иву во время написания главы «Старый лес». Образ Старой Ивы мог быть основан на дереве, растущем у реки Чаруэлл в Оксфорде. Хищное дерево впервые появляется в стихотворении 1934 года, но к окончательному образу злобной Старой Ивы Толкин пришёл позднее. Исследователи творчества писателя по-разному трактовали природу этого персонажа, многие посчитали его нетипичным, так как Толкин в целом был защитником природы. Персонаж отсутствует в популярных экранизациях «Властелина колец» Ральфа Бакши и Питера Джексона.

## Контекст

Карта Шира, в правой части — Старый лес, через который протекает река Ивлинка

Хоббиты Фродо Бэггинс, Сэм Гэмджи и Перегрин Тук отправляются в путешествие из Хоббитона, расположенного в Шире. Их преследуют таинственные и зловещие чёрные всадники. Хоббиты идут на восток и пересекают реку Брендивайн на паромной переправе Баклбери, где встречают своего друга-хоббита Мерри Брендибака. Переночевав в Бакленде, четыре хоббита решают продолжить путь через Старый лес, где надеются скрыться от преследователей.
Старая Ива впервые появляется в стихотворении Толкина «Приключения Тома Бомбадила», написанном в 1934 году.

## Персонаж
Старая Ива — злобный и древний дух, пребывающий в большом дереве на берегу реки Ивлинки (англ. River Withywindle), возможно, хуорн. Старая Ива распространяет своё влияние по территории Старого леса. Дж. Р. Р. Толкин писал:
Но во всём Лесу не сыскать было дерева опаснее Старой Ивы. Сердце её прогнило, хотя ветви оставались по-весеннему зелёными. Хитра и коварна была Великая Ива. Даже ветрами она повелевала, а песни её и мысли царствовали по всему Лесу, по обе стороны реки. Серый, вечно алчущий дух Ивы черпал силу из земли, расползаясь вширь и вглубь, словно крепкое корневище с тончайшими отростками, раскидывая в воздухе невидимые ветвистые пальцы, пока Ива не покорила почти все деревья Леса, от Заслона до самых Курганов…

## Нарратив

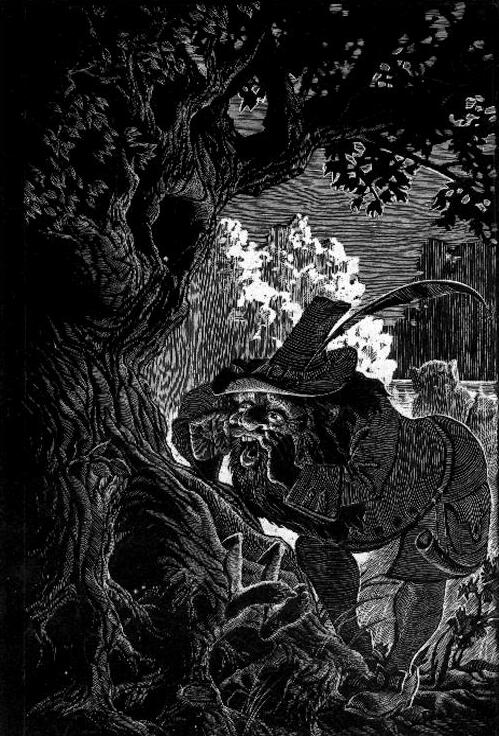
Том Бомбадил спасает хоббитов от Старой Ивы. Иллюстрация Александра Коротича (1981 год)

Когда хоббиты идут через Старый лес, Старая Ива заколдовывает их, из-за чего они становятся сонными. Мерри и Пиппин прислоняются к стволу Ивы и засыпают. Фродо садится на корни дерева и болтает ногами в воде мимо протекающей реки и тоже засыпает. Старая Ива захватывает Мерри и Пипина внутрь трещин в своём стволе, а Фродо сбрасывает в реку. Сэм, не поддавшийся чарам Старой Ивы, спасает Фродо. Два хоббита разводят огонь из сухой листвы, травы и кусочков коры, чтобы напугать злобное дерево, но заточённый внутри него Мерри кричит, чтобы они потушили огонь, иначе дерево угрожает их задушить. Хоббитов спасает Том Бомбадил, и Старая Ива отпускает Мерри и Пиппина. Когда хоббиты гостят дома у Бомбадила, он объясняет, что Старая Ива абсолютно поддалась злу и подчинила своему влиянию почти весь Старый лес от Изгороди до Могильников.

## Рисунок

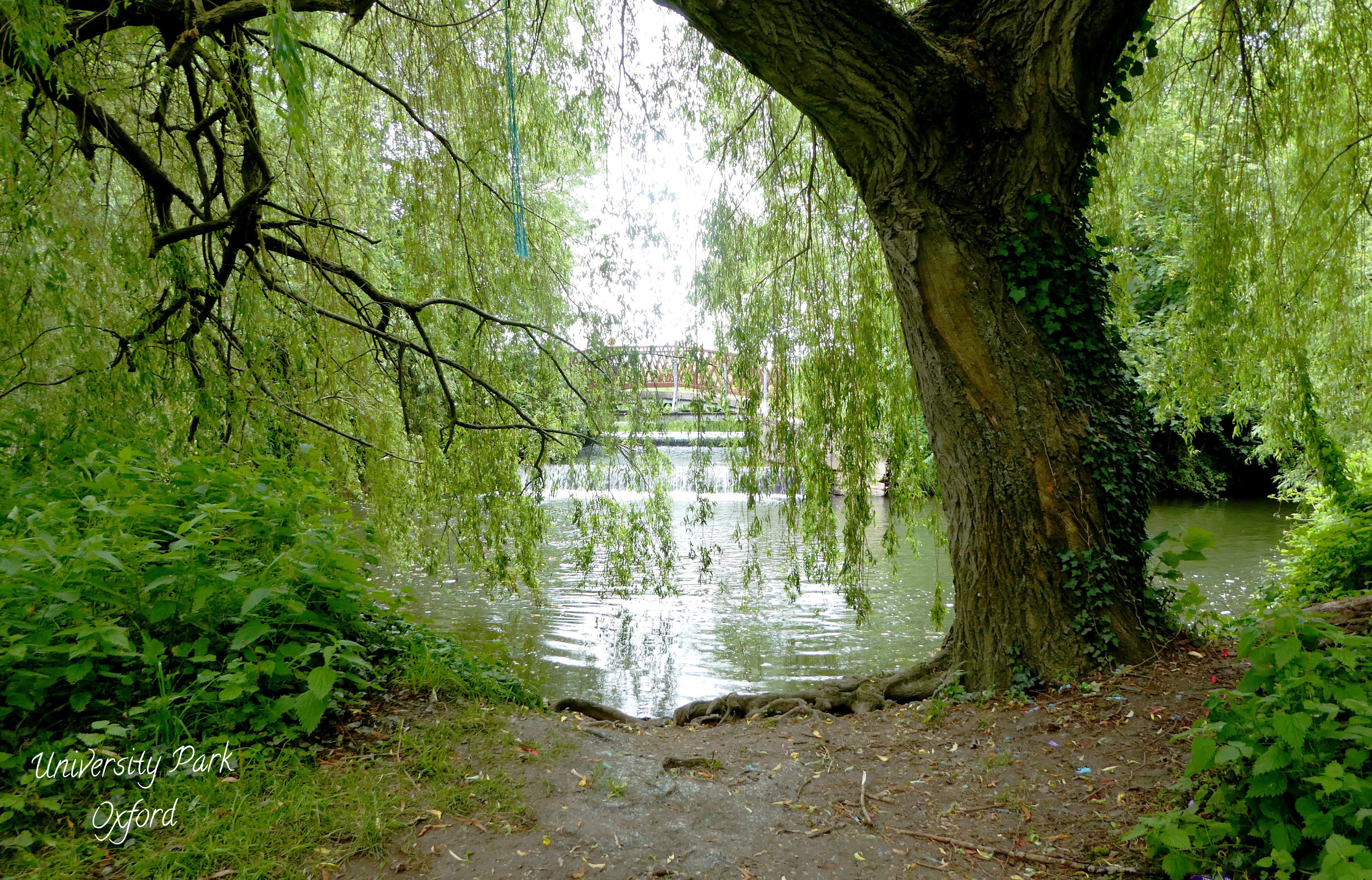
Прообразом Старой Ивы, которую нарисовал Толкин, могло быть дерево, произрастающее на берегу реки Чаруэлл в Оксфорде, подобное тому, которое представлено на этой фотографии

Толкин сделал карандашный чёрно-белый и цветной рисунок Старой Ивы во время написания главы «Старый лес». Уэйн Хаммонд и Кристина Скалл отметили, что это «хороший пример» того, как рисунки Толкина соотносятся с его текстами. Они отметили, что если добавить «немного воображения» на рисунке можно различить лицо с правой стороны ствола прямо над веткой, вытянутой в форме руки. Толкин описывал дерево так: «огромная ива, старая и седая»; хоббитам она казалась огромной, хотя Хаммонд и Скалл отметили, что на рисунке она не кажется таковой. Сын Толкина Джон предположил, что прототипом Старой Ивы могли быть неподстриженные ивовые деревья на берегах реки Чаруэлл в Оксфорде, с этим также согласен Том Шиппи. Также на образ Старой Ивы могли повлиять рисунки искривлённых деревьев английского иллюстратора Артура Рэкема.

## Анализ

### Этимологические коннотации
Дж. Р. Р. Толкин был филологом. Исследователь его творчества Джейсон Фишер заметил, что «все истории начинаются со слов», и на «уничижительный выпад» критика Эдмунда Уилсона на «Властелин колец», названный им «филологическим курьёзом», Фишер ответил, что для него «именно это и является одной из самых сильных сторон» романа. Фишер подробно изучил коннотации используемых Толкиным слов bent («изогнутый», «согнутый») и twisted («сплетённый», «спутанный»), включая Ringwraith (Призраки Кольца), а также слов willow («ива»), withy («ива» либо гибкие ивовые ветки, плетёные в корзины; происходит от древнеанглийского слова wiþig) и windle (архаичное слово, означавшее плетёную корзину, от древнеанглийского windel-treow — «ива», «дерево изготовителей корзин», родственное современному английскому to wind — «извивать(ся)»). Таким образом, название реки Withywindle («Ивлинка») может означать «ивовый изгиб». По мнению Фишера, имя Old Man Willow может иметь отсылку «склонности ко злу», как и в слове Ringwraiths. В обоих случях содержатся коннотации не только буквального отклонения от прямой формы (изгиб), но и «ухода не в ту сторону», «отклонения от правильного пути».

### Интерпретации
Как указала в своей публикации Верлин Флигер, Старая Ива впервые появилась в качестве «хищного дерева» в стихотворении Толкина «Приключения Тома Бомбадила», написанном в 1934 году. Этот же персонаж в изменённой форме встречается во «Властелине колец», что рассмотрено в книге «Возвращение Тени», шестом томе «Истории Средиземья» (в черновиках Толкин использовал имя Willowman — «Ивовый человек»). Флигер заметила, что в черновике 1938 года ивовое дерево и «Старик» ещё не были единым целым: «серый, испытывающий жажду, земной дух оказался заключённым в величайшей иве леса». Флигер отметила, что Толкин впоследствии объединил дерево и дух («невоплощённый разум»), который оказался запертым внутри дерева. В опубликованной версии «Братства Кольца» Старая Ива является единым целым, одновременно деревом и злым духом.

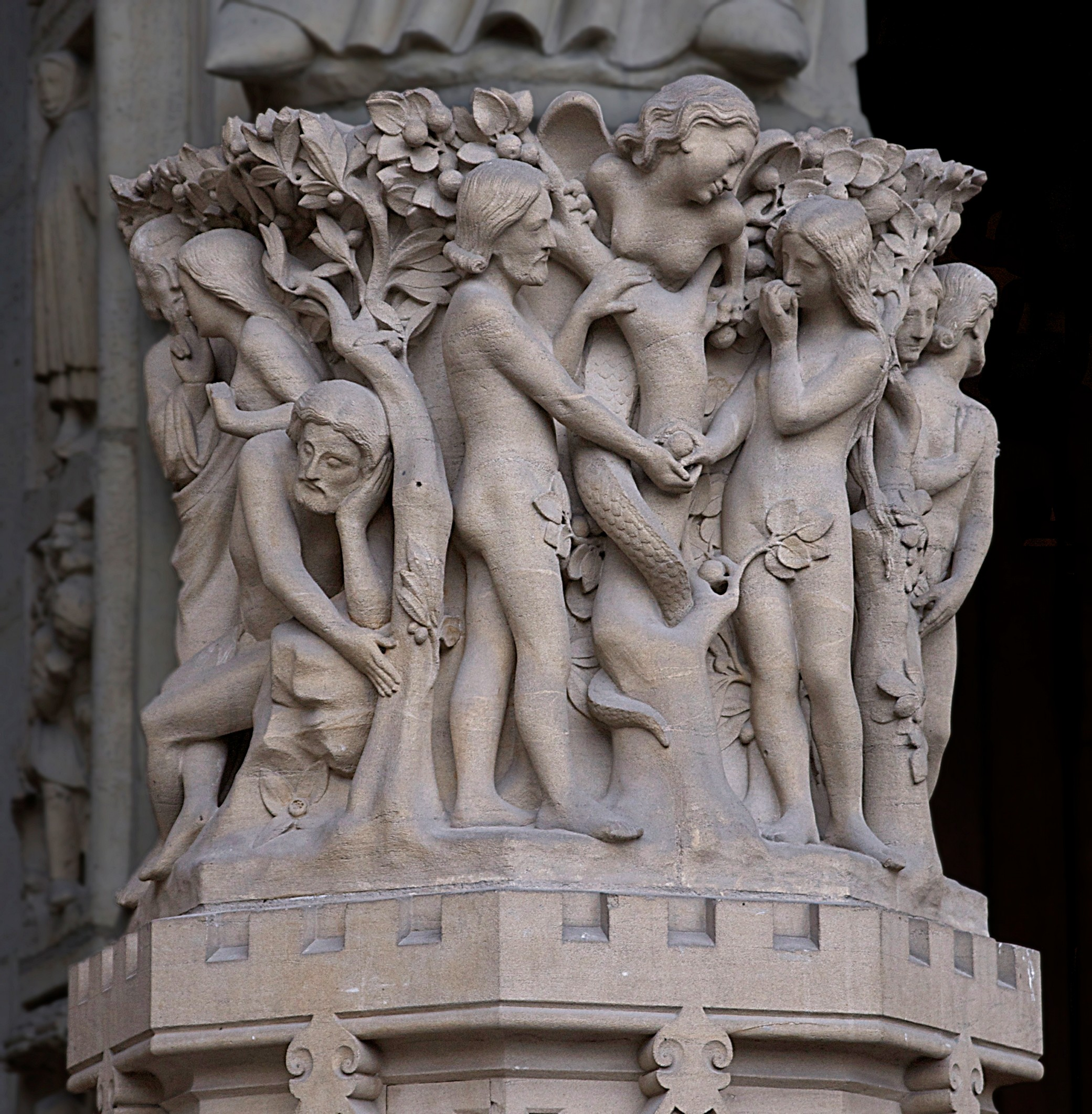
Толкин, будучи католиком, верил в то, что всё живое, включая деревья, было затронуто грехопадением. На иллюстрации — скульптура со сценой грехопадения, Собор Парижской Богоматери

Сагуаро и Такер отметили замешательство ряда критиков по поводу описания Старой Ивы как отрицательного персонажа, что плохо соотносится с образом писателя, который считался защитником природы и любителем деревьев. По этому поводу они заметили, что деревья (как и другие создания в Средиземье) подвержены последствиям грехопадения, что отражает христианские взгляды Толкина. Хотя в книгах Толкина взгляд на деревья ближе к языческому, существуют также символические отсылки к Ветхому и Новому Завету: Древо познания добра и зла (Книга Бытия), крест (древо смерти), древо жизни. По мнению Сагуаро и Такера, Толкин преуспел в «объединении всех этих элементов» во «Властелине колец»: смерть, творение, «субтворение», воссоздание. По мнению Мэттью Дикерсона, в Средиземье не только люди, но и природа «подвержена падению», а Старая Ива «активно враждебна» людям. Критик Джаред Лобделл нашёл некоторое сходство истории о Старой Иве с рассказом Алджернона Блэквуда «Ивы» (англ. The Willows).
Пол Х. Кочер заметил, что не совсем ясна природа зла Старой Ивы — происходит ли она от Тёмного властелина Саурона или она является «естественной ненавистью к разрушительному человеческому роду», — и отметил, что враждебность Старой Ивы распространяется на любых путников, как «невинных, так и виновных».

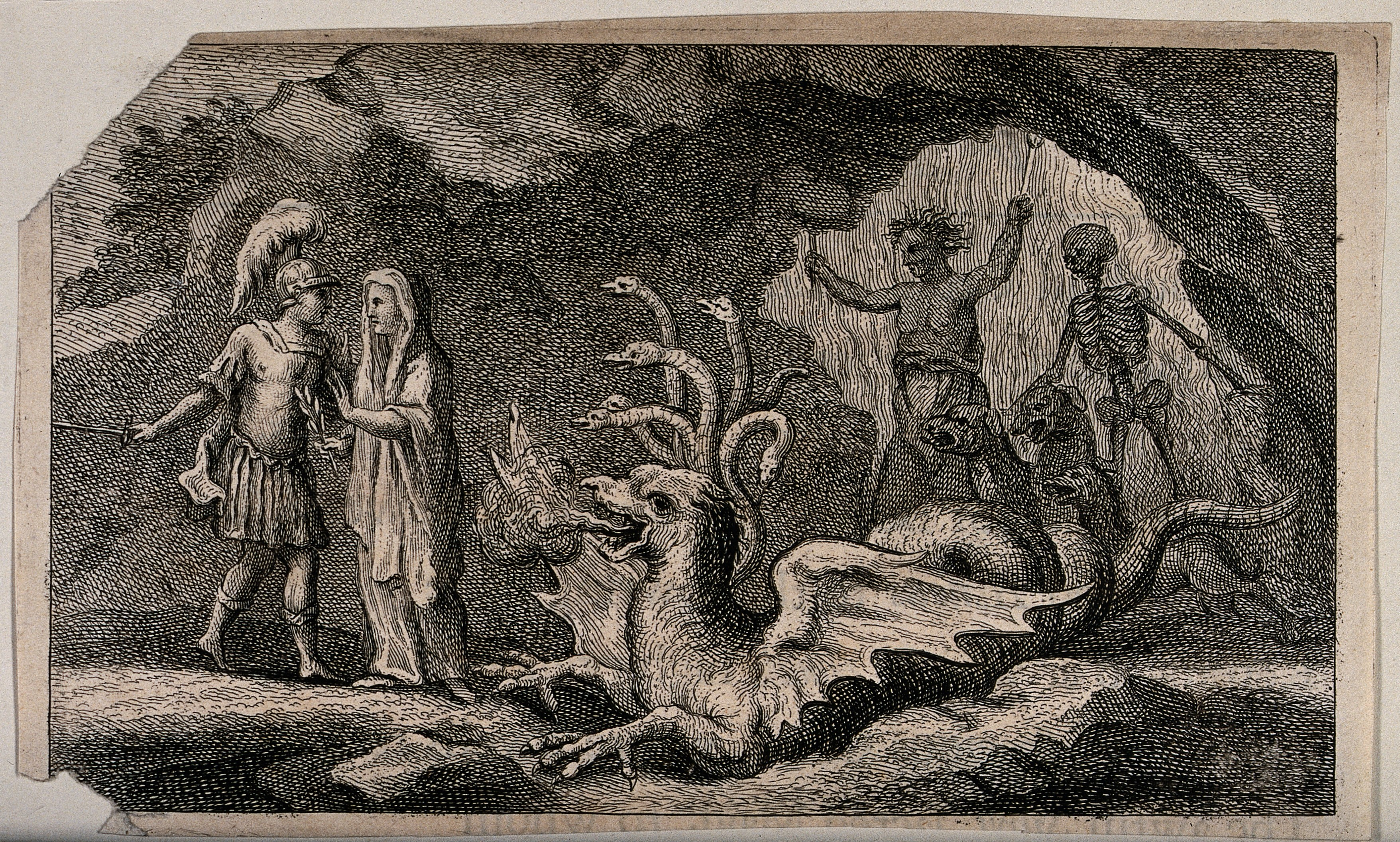
Столкновение Фродо со Старой Ивой было описано как катабасис, путешествие в Подземный мир, подобное путешествию героя Вергилия Энея

Литературовед Джеймс Обертино написал: «Каждое препятствие, возникающее на пути героя несёт на себе отпечаток Ужасной Матери», которая в случае Энея была богиней Юноной, а в случае с Фродо — «тьмой, олицетворённой в Старой Иве», а также в Умертвиях и в Мории. Обертино описал эти встречи Фродо с тьмой как катабасис, путешествие в Подземный мир, подобные путешествию Энея в произведениях Вергилия. Он отметил, что изначально Фродо нашёл некий комфорт во тьме, подвергая себя «опасности поддаться очарованию уроборического инцеста», чуть не уснув у корней Старой Ивы, а впоследствии и в Могильниках, занятых Умертвиями.
По мнению Эдуарда Рисдена, после уничтожения Единого кольца, гибели Саурона, назгулов и Сарумана исчезли «самые могущественные» источники зла в мире Средиземья. Прочие же представители зла, включая Старую Иву, не исчезли, но постепенно «увянут в тишине». Оставшийся мир станет более «обыденным, с узко очерченными границами».

## В адаптациях
Старая Ива (как и Старый лес в целом) и Том Бомбадил не фигурируют в фильме Питера Джексона «Властелин колец: Братство Кольца». Джексон пояснил это тем, что персонаж Старой Ивы «не способствует развитию истории Фродо и Единого кольца» и не даёт зрителю никаких «новых знаний».
В радиопостановке «Властелина колец» Теренса Тиллера на Би-би-си (1955—1956) есть Старая Ива и Том Бомбадил. Самому Толкину радиопостановка не понравилась, он был раздосадован, что ведущий на радио назвал Иву «союзником Мордора», и отметил: «Неужто люди не в состоянии вообразить существ, враждебных людям и хоббитам, что охотятся на них, даже не будучи в союзе с дьяволом!».
В кратком сценарии предполагаемого фильма по «Властелину колец» Мортона Грейди Циммермана (1957 год) Бомбадил провёл хоббитов от Старой Ивы напрямую к Могильникам, всё это произошло в течение одного дня. Этот сценарий также не понравился Толкину.
В сценарии Джона Бурмена (около 1970 года) не было ни Старой Ивы, ни Тома Бомбадила, а хоббиты находились в состоянии наркотического опьянения от галлюциногенных грибов.
В анимационном фильме Ральфа Бакши (1978 год) нет ни Старого леса, ни Старой Ивы, что создало прецедент для Питера Джексона.
Хотя Старый лес не показан в кинотрилогии Питера Джексона, в фильме демонстрируется карта, на которой есть Бакленд, Старый лес и Могильники. В расширенной режиссёрской версии фильма «Властелин колец: Две крепости» есть сцена, похожая на события в Старом лесу: в лесу Фангорн старое дерево запутывает корнями и захватывает Мерри и Пиппина, но их спасает энт Древобород, который затем произносит фразы, похожие на слова Тома Бомбадила, адресованные Старой Иве. Таким образом, в киноверсии Питера Джексона не существует ни Старой Ивы, ни Тома Бомбадила, так как их действия и фразы цитируются в совершенно другом месте.
Старая Ива (в переводе «Старый Вяз») и Том Бомбадил появляются в советском телевизионном спектакле «Хранители» (1991 год).

### Первичные источники
1. ↑  Tolkien, 1954a book 1, chapter 3, «Three is Company».
2. ↑  Tolkien, 1954a book 1, chapter 4, «A Short Cut to Mushrooms».
3. ↑  Tolkien, 1954a book 1, chapter 5, «A Conspiracy Unmasked».
4. 1 2 3  Tolkien, 1954a book 1, chapter 6, «The Old Forest».
5. ↑  Tolkien, 2014.
6. 1 2  Tolkien, 1954a book 1, chapter 7 "In the House of Tom Bombadil".

### Вторичные источники
1. ↑  Варианты перевода: «Старый Вяз» (перевод В. Муравьёва, А. Кистяковского), «Старый Лох» (перевод Н. В. Григорьевой и В. И. Грушецкого), «Старуха Ива» (перевод А. А. Грузберга, перевод В. А. Маториной), «Старая Ива» (перевод М. В. Каменкович, В. Каррика), «Дядька Ива» (перевод В. Волковского), «Старик Ветельник» (перевод Н. Эстель), «Старик Ива» (перевод С. Лихачёвой).
2. ↑  Варианты перевода: Ветлянка (перевод В. Муравьёва, А. Кистяковского, перевод Н. Эстель), Ивлинка (перевод Н. В. Григорьевой и В. И. Грушецкого), Витивиндл (перевод А. А. Грузберга), Ивьюнка (перевод В. А. Маториной), Ивий Вьюн (перевод М. В. Каменкович, В. Каррика), Ветлинка (перевод В. Волковского).
3. 1 2 3  Saguaro, Shelley & Thacker, Deborah Cogan. Chapter 9. Tolkien and Trees J. R. R. Tolkien The Hobbit and the Lord of the Rings. — Palgrave Macmillan (New Casebooks), 2013. — P. 138—154. — ISBN 978-1-137-26399-5.
4. ↑  Цитируется по переводу на русский язык М. В. Каменкович и В. Каррика.
5. 1 2 3  Hammond, Wayne & Scull, Christina. J. R. R. Tolkien: Artist and Illustrator. — London: HarperCollins, 1995. — P. 155—156. — ISBN 978-0-261-10360-3.
6. ↑  Shippey, 2005, Part 4. A Cartographic Plot.
7. ↑  Tolkien, 2014, "Commentary by Christina Scull & Wayne G. Hammond.
8. 1 2 3  Fisher, Jason. Tolkien's Wraiths, Rings, and Dragons: An Exercise in Literary Linguistics // Tolkien in the New Century: Essays in Honor of Tom Shippey. — McFarland & Company, 2014. — P. 97—114. — ISBN 978-1-4766-1486-1. Архивировано 25 июня 2023 года.
9. 1 2  Flieger, Verlyn (15 октября 2013). How Trees Behave-Or Do They?. Mythlore. 32 (1). article 3, pp. 23–25. Архивировано 7 июля 2024. Дата обращения: 6 сентября 2024.
10. ↑  Drout, Michael D. C. Trees // The J. R. R. Tolkien Encyclopedia. — Taylor & Francis, 2013. — P. 678—679. — ISBN 978-0-415-96942-0.
11. ↑  Nelson, Dale (2013). Literary Influences: Nineteenth and Twentieth Centuries. In Drout, Michael D. C. (ed.). The J. R. R. Tolkien Encyclopedia. Routledge. pp. 372–377. ISBN 978-0-415-86511-1.
12. ↑  Lobdell, Jared. The World of the Rings: Language, Religion, and Adventure in Tolkien. — Open Court, 2004. — ISBN 978-0-8126-9569-4.
13. ↑  Kocher, Paul. Master of Middle-earth: The Achievement of J.R.R. Tolkien. — Penguin Books, 1974. — ISBN 0140038779.
14. 1 2 3  Obertino, James (1993). Moria and Hades: Underworld Journeys in Tolkien and Virgil. Comparative Literature Studies. 30 (2): 153–169. JSTOR 40246877.
15. ↑  Risden, John D. Tolkien's Resistance to Linearity: Narrating The Lord of the Rings in Fiction and Film // Picturing Tolkien. — McFarland & Company, 2011. — P. 70—83. — ISBN 978-0-7864-8473-7.
16. 1 2 3 4 5 6  Rateliff, John D. Picturing Tolkien. — McFarland, 2011. — P. 54—69. — ISBN 978-0-7864-8473-7.
17. ↑  Carpenter, 1981, # 175 From a letter to Mrs Molly Waldron 30 November 1955.
18. ↑  Хранители: Часть 1: Телеспектакль по мотивам повести Д.Р.Р.Толкиена. YouTube. Ленинградское телевидение (5 апреля 2021). Дата обращения: 6 сентября 2024. Архивировано 5 апреля 2021 года.